# Johan van Thiel
Johan August van Thiel (Haarlem, 24 september 1884 – Amsterdam, 30 augustus 1972) was procureur-generaal van Amsterdam.

## Carrière
Na het doorlopen van het gymnasium in zijn geboorteplaats Haarlem, ging hij rechtswetenschappen studeren aan de Universiteit van Amsterdam waar hij op 17 februari 1909 promoveerde. Daarnaast studeerde hij aan de Rijksuniversiteit Utrecht waar hij in 1912 promoveerde tot doctor in de staatswetenschappen.
Nadat hij begin 1909 zijn studie in Amsterdam had afgerond werd hij advocaat en procureur te Amsterdam, waarnemend griffier bij het 4de kantongerecht en bovendien was hij werkzaam bij het parket van de ambtenaren van het Openbaar Ministerie (OM) bij de kantongerechten in het arrondissement Amsterdam. Op 1 augustus 1910 werd hij benoemd tot ambtenaar van het OM bij de kantongerechten in het arrondissement Utrecht. In mei 1919 keerde hij weer terug naar de hoofdstad waar hij benoemd werd tot substituut-officier van Justitie bij de rechtbank te Amsterdam.
In januari 1921 werd hij lid van de gemeentelijke bioscoopcommissie die in Amsterdam verantwoordelijk was voor de filmkeuring. Na het opstappen van de voorzitter I. Zeehandelaar volgde Van Thiel hem in november van dat jaar op. De landelijke overheid wilde een eind maken aan alle lokale bioscoopcommissies die ieder hun eigen criteria hadden en kwam in 1926 met de bioscoopwet. Als uitvloeisel van die wet werd begin 1928 door de overheid de Rijksfilmkeuring oftewel de Centrale Commissie voor de Filmkeuring (CCF; vanaf 1977 De Nederlandse Filmkeuring) ingesteld waarvan Van Thiel meteen bij de oprichting tot lid werd benoemd. Een jaar later stelde de CCF een 'commissie van advies' in waarin Van Thiel zitting nam.
Cornelis Baart de la Faille, sinds 1907 officier van justitie van rechtbank te Amsterdam, overleed eind december 1931 waarna Van Thiel hem in maart 1932 opvolgde. Bijna acht jaar later, op 1 januari 1940, volgde hij A. baron van Harinxma thoe Slooten op als procureur-generaal bij het gerechtshof te Amsterdam. Hiermee werd hij tevens fungerend directeur van de politie in Amsterdam. In februari 1941 werd hij lid van een commissie van advies voor de reorganisatie van de politie in het bezette Nederland. Enkele weken na de Februaristaking in 1941 werd in Amsterdam eerst burgemeester Willem de Vlugt vervangen door de pro-Duitse burgemeester Edward Voûte en kort daarop werd de Amsterdamse hoofdcommissaris Hendrik Johan Versteeg jr. vervangen door de NSB'er Sybren Tulp. In oktober van dat jaar werd Van Thiel door de Duitse bezetters vervroegd met pensioen gestuurd en vervangen door de NSB'er Jan Feitsma die tot dan rechter was bij de arrondissementsrechtbank in Groningen. In juli 1942 werd hij als gijzelaar geïnterneerd in kamp Haaren en in december 1943 weer vrijgelaten. Tijdens de gehele bezetting en zelfs tijdens die gijzeling hield hij contact met commissaris W.H. Schreuder van het sectiebureau Marnixstraat die hij zag als de ideale kandidaat om na de oorlog hoofdcommissaris van de Amsterdamse politie te worden. Waarschijnlijk op eigen gezag belastte Van Thiel hem met de leiding over de ordehandhaving nadat Amsterdam bevrijd was.

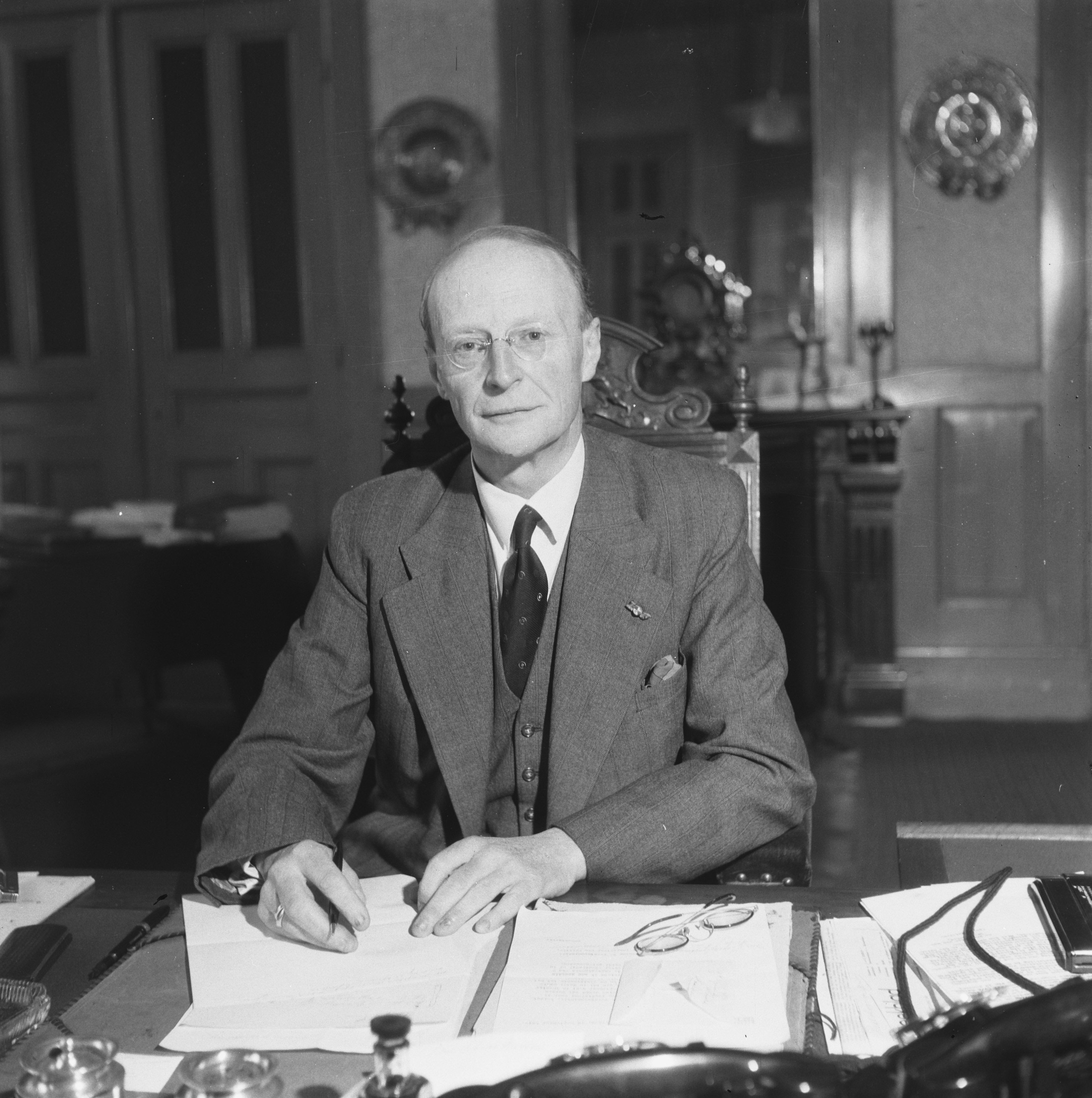
Van Thiel (1945)

Vooral na Dolle Dinsdag (5 september 1944) werden de plannen van de Nederlandse regering in Londen voor de situatie meteen na de Duitse capitulatie steeds gedetailleerder. Rond 10 oktober 1944 liet minister van Justitie Gerrit Jan van Heuven Goedhart radiografisch aan het College van Vertrouwensmannen weten dat Van Thiel hersteld moest worden als procureur-generaal en fungerend directeur van politie en dat Schreuder hoofdcommissaris van de Amsterdamse politie moest worden. In maart 1945 schreven de vertrouwensmannen aan premier Pieter Sjoerds Gerbrandy dat er 'bij velen' tegen de herbenoeming van Van Thiel 'ernstige bezwaren' bestonden. Desondanks werd Van Thiel door de vertrouwensmannen herbenoemd. De benoeming van Schreuder tot hoofdcommissaris ging echter niet door. In mei 1945 kwam de intussen 67-jarige Versteeg als een tussenpaus gedurende enkele maanden terug als hoofdcommissaris. Van Thiel werd vanaf 1 juni 1945 enige tijd vervangen door Nico Sikkel als waarnemend procureur-generaal. Van Thiel was namelijk tijdelijk ontheven uit zijn functie zodat zijn functioneren als procureur-generaal tijdens de periode mei 1940 tot en met oktober 1941 onderzocht kon worden. Hij had in die periode meegewerkt aan de Duitse reorganisatie van de Nederlandse politie, nam zelf het initiatief om informatie over de illegale pers door te sturen aan de Sicherheitspolizei en hij had een aanzienlijke aandeel in de uitvoering van de Duitse maatregelen tegen onder meer Jehova's Getuigen en Nederlandse communisten.
Vanwege het bereiken van de 65-jarige leeftijd ging Van Thiel in september 1949 definitief met pensioen. Van Thiel is op 30 augustus 1972, in Amsterdam, overleden.
Van Thiel droeg de titels van Commandeur in de Orde van Oranje-Nassau, Ridder in de Orde van de Nederlandse Leeuw en Officier de la Legion d'Honneur.